# فرح الهاشم
فرح الهاشم (بالإنجليزية: Farah Al-Hashem)‏؛ وتُعرف أيضًا باسم فرح زين، مخرجة وصحفية كويتية-لبنانية مُقيمة في باريس، حائزة على عدد من الجوائز. بدأت بصناعة الأفلام في العام 2011، وقد حاز فيلمها سبع ساعات بالعديد من الجوائز في مهرجانات الأفلام في 2013. وذاع صيتها بعد فيلم ترويقة في بيروت في العام 2015، الذي كُرِّمت بسببه في العديد من المهرجانات.

## صناعة الأفلام
في عام 2013 أثناء عملها كمستشارة دبلوماسية لبعثة الكويت لدى الأمم المتحدة في نيويورك قدمت أول فيلم قصير نال استحسانه بعنوان «7 ساعات»، والذي قام بجولة في 31 مدينة حول العالم كجزء من جائزة «أفضل فيلم قصير عربي» في مهرجان الفيلم الأوروبي في باريس عام 2014 للفئة العربية، كما حصل الفيلم مرتين في مهرجان سانتا مونيكا السينمائي في كاليفورنيا على جائزة «أفضل تمثيل» و «أفضل سيناريو».
أنشأت فرح الهاشم منزلها السينمائي الخاص -أفلام فيوليت سكاي، في عام 2014 في بيروت تم تسجيل الشركة في لبنان كشركة إنتاج مخصصة فقط في إنشاء محتوى للويب والسينما.
أقيم العرض الأول ل«ترويقة في بيروت» في بيروت في عام 2015 على مسرح متروبوليس سوفيل في بيروت، بينما كان العرض الرسمي الدولي الأول في باريس في سينما لو برادي في أبريل 2016، تلقى ترويقة في بيروت تقديراً فخريًا من بلدية تريفيزو بإيطاليا وبالتعاون مع معرض «صنع في» بالبندقية بإيطاليا حيث قرروا تسمية مهرجانهم الفني «مهرجان ترويقة في بيروت» تكريماً للفيلم وفرح الهاشم، كما أصدرت لقطات غير محررة وراء الكواليس من الفيلم تحت سلسلة على شبكة الإنترنت على موقع يوتيوب بعنوان «أسرار بيروت» التي تتبع حياة المخرج أثناء وجوده في بيروت، تم حظر ترويقة في بيروت في مهرجان الكويت السينمائي.
في عام 2018 أصدرت الهاشم فيلمها الروائي الثاني «هذه الأشياء الصغيرة» الذي يقوم بجولة في المهرجانات الدولية خلال خريف عام 2017 وأصدرت أيضًا «نساء الكويت».

## خلفية
وُلِدت فرح الهاشم في الكويت ونشأت بين بيروت ونيويورك ولندن ولوس أنجلوس وهي حاصلة على شهادة في الصحافة من الجامعة اللبنانية الأمريكية وماجستير في الفنون الجميلة (MFA) من أكاديمية نيويورك للأفلام.
وتُعد فرح الهاشم فنانة بصرية وهي تنشر مقالات موسمية باللغات العربية والفرنسية والإنجليزية عبر مجلة بريلود.

## فيلموغرافيا
| عام  | عنوان                   | وظيفة                               | ملاحظات |
| ---- | ----------------------- | ----------------------------------- | --- |
| 2011 | مارلين مونرو في نيويورك | كاتبة ومخرجة ومنتجة                 | الاختيار الرسمي في مهرجان وسط فلوريدا السينمائي |
| 2012 | الفراولة                | كاتبة ومخرجة ومنتجة                 | تم عرضه لأول مرة في استوديوهات وارنر براذرز 2012 |
| 2013 | 7 ساعات                 | كاتبة ومخرجة ومنتجة                 | - حائز على جائزة "أفضل فيلم عربي قصير" في مهرجان ECU السينمائي باريس 2014 - حصل على جائزة "أفضل سيناريو" في مهرجان سانتا مونيكا السينمائي 2013 - حصل على جائزة "أفضل تمثيل" في مهرجان سانتا مونيكا السينمائي 2013 - مهرجان كابريوليه السينمائي الرسمي |
| 2015 | ترويقة في بيروت         | كاتبة ومخرجة ومنتجة ومصورة سينمائية | - فيلم رشح للعام - مهرجان الفيلم اللبناني بأستراليا عام 2015 - جائزة أفضل فيلم - وزارة الثقافة - لبنان 2015 - شهادة تقدير - مهرجان الإسكندرية الدولي للفيلم - مصر 2015 - إفطار في مهرجان بيروت للفنون - 2015-2016 في البندقية - مهرجان مخصص لتكريم الفيلم. 3 أشهر عرض مستمر في البندقية وروما - تم عرضه لأول مرة في لبنان وباريس وروما ومصر مع ليالي منزلية كاملة. |
| 2018 | هذه الأشياء الصغيرة     | ممثلة ومخرجة ومنتجة                 | - الاختيار الرسمي مهرجان مسقط الدولي للسينما 2018 - الاختيار الرسمي لمهرجان بيروت الدولي للمرأة لعام 2018 - اختيار مهرجان النمسا السينمائي الرسمي 2018 - الاختيار الرسمي لمهرجان الفيلم السينمائي في فانكوفر 2018. |
| 2018 | نساء الكويت             | كاتبة ومخرجة ومنتجة                 | |
| 2019 | اليوم الخامس            | كاتبة ومخرجة ومنتجة                 | |